# Lygodactylus scheffleri
Lygodactylus scheffleri este o specie de șopârle din genul Lygodactylus, familia Gekkonidae, descrisă de Richard Sternfeld în anul 1912.

## Subspecii
Această specie cuprinde următoarele subspecii:
- L. s. compositus
- L. s. laterimaculatus
- L. s. scheffleri
- L. s. ulugurensis